# BAP Almirante Grau (FM-53)
La fregata Almirante Grau (già Montero) è la terza unità missilistica tipo Lupo della marina peruviana che a differenza delle prime due unità costruite in Italia nel Cantiere navale di Riva Trigoso, è stata costruita insieme alla gemella Mariátegui in Perù su licenza della Fincantieri presso gli stabilimenti SIMA (Servicio Industrial de la Marina) di El Callao. Impostata il 16 giugno 1976 e varata l'8 ottobre 1982, entrando in servizio il 29 luglio 1984 e la con la distintivo ottico 53.

## Nome
La nave fu inizialmente battezzata Montero in onore del contrammiraglio Lizardo Montero Flores un eroe della guerra del Pacifico, combattuta dal Perù contro il Cile alla fine dell'Ottocento, che è stato presidente del Perù dal 1881 al 1883.
Ha assunto il nome attuale di Almirante Grau il 26 settembre 2017 conseguentemente al ritiro dell'incrociatore omonimo.

## Esercitazioni
La nave ha partecipato alle seguenti esercitazioni internazionali:
- RIMPAC (Hawaii-Stati Uniti) 2002
- SIFOREX (Perù) 2001, 2003, 2004
- UNITAS
  - Phase-0 (Porto Rico) 1993, 1997
  - Phase-4 (Perù) 1984, 1985, 1987, 1988, 1989, 1990, 1991, 1995, 1996, 1999, 2000
  - Atlantic Phase 2003 (Argentina)
  - Pacific Phase 2004 (Perù), 2006 (Cile)

Durante l'esercitazione RIMPAC il 5 luglio 2002 ha preso parte all'affondamento della fregata USS Rathburne (FF-1057) della Classe Knox usata come bersaglio.

## Galleria d'immagini

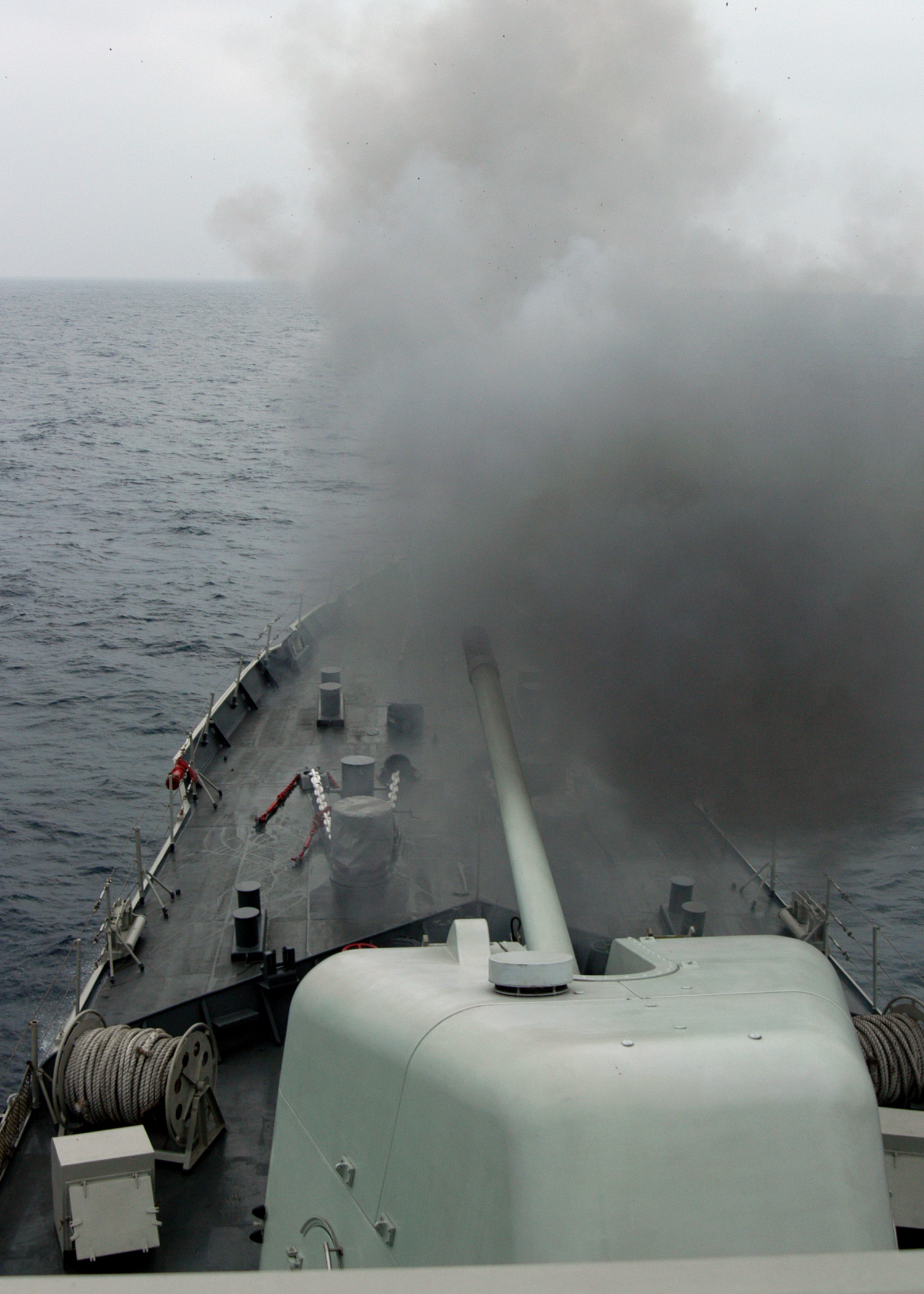
Il cannone di prora della nave durante l'esercitazione UNITAS 45-04 svolta nel 2004
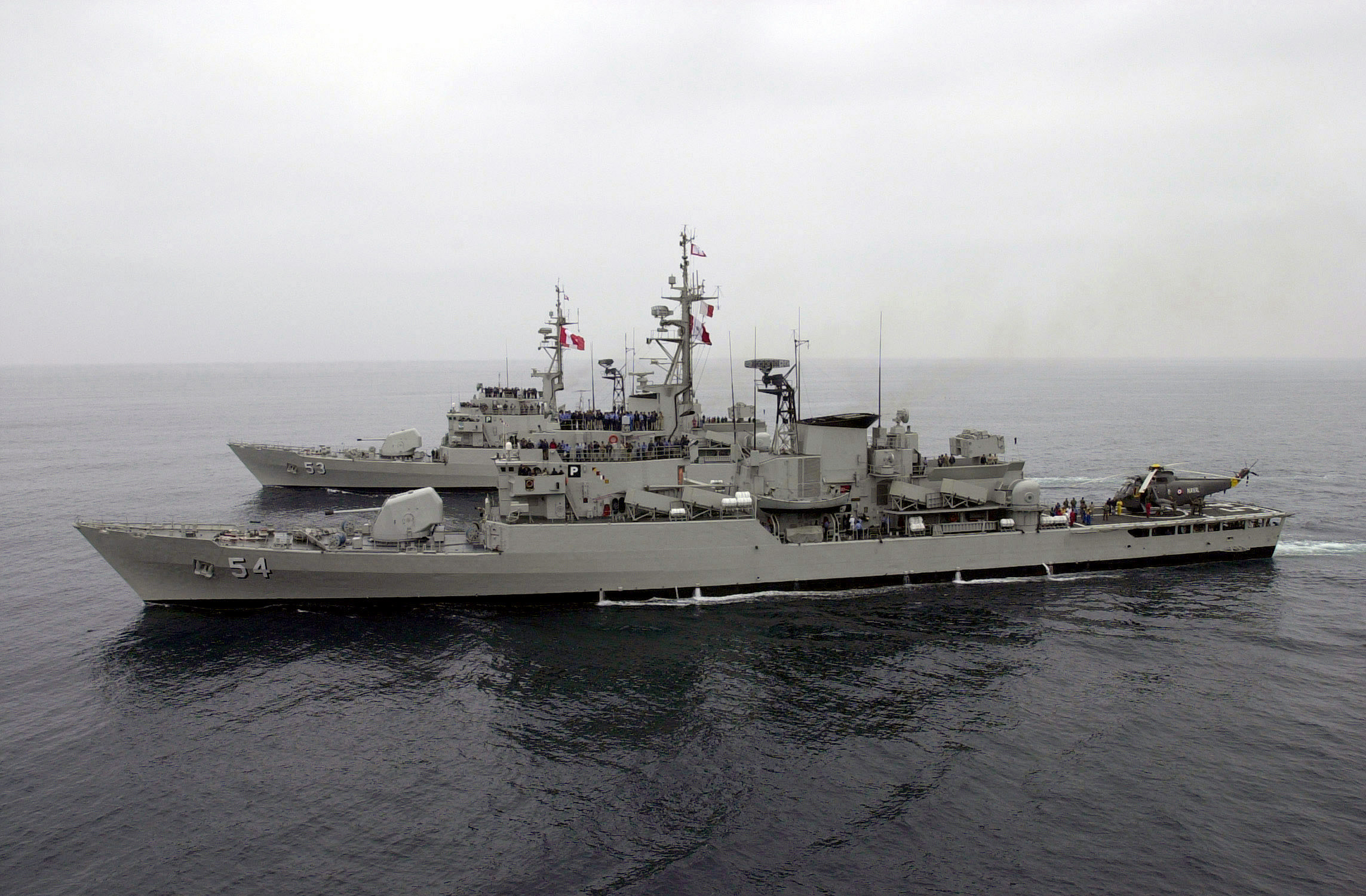
Le fregata Montero durante l'esercitazione UNITAS 42-01 del 2001 dietro la gemella Mariátegui; su quest'ultima un Sea King
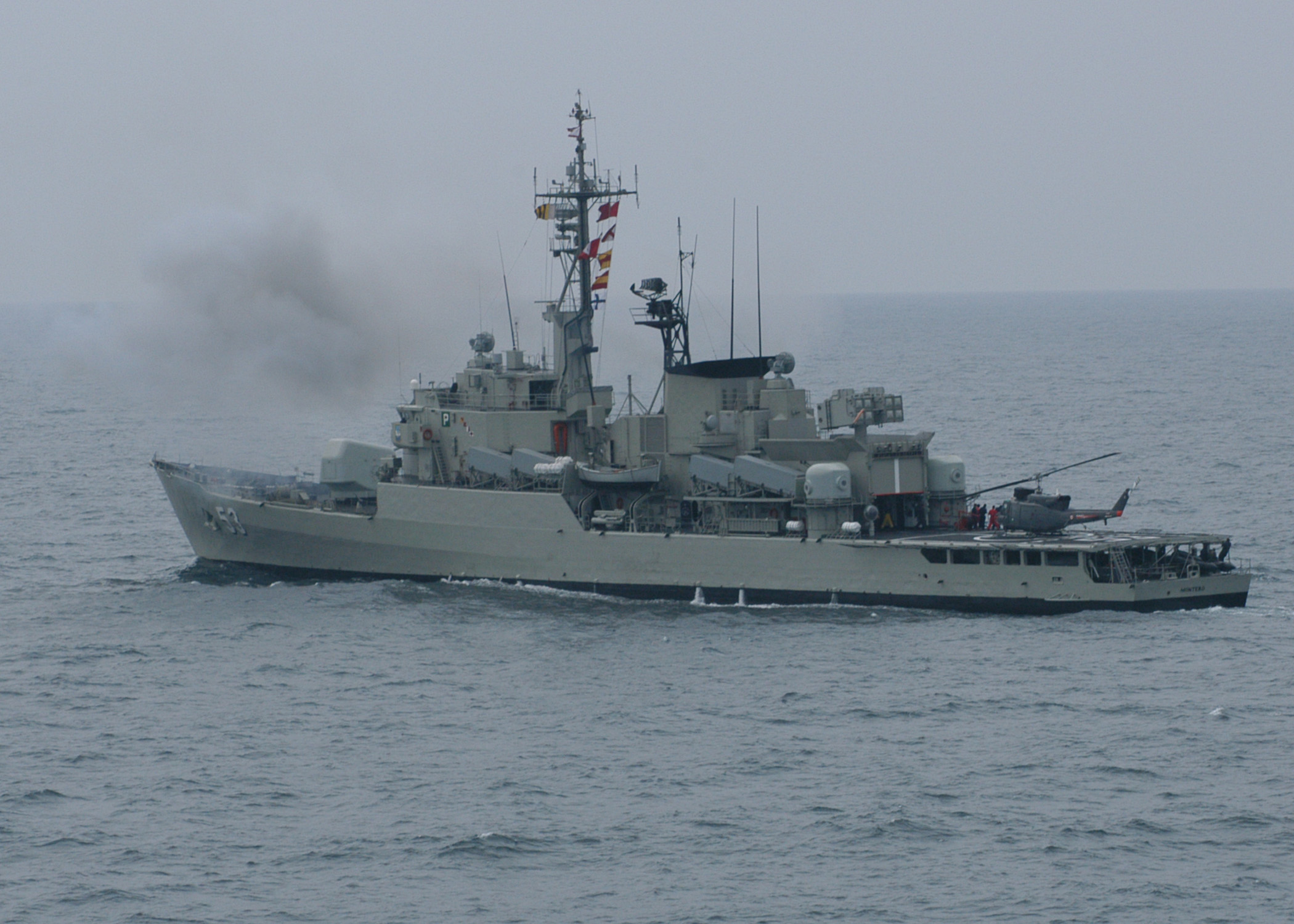
La nave durante l'esercitazione UNITAS 45-04 svolta nel 2004